# Asticta coronillae
Asticta coronillae là một loài bướm đêm trong họ Erebidae.